# ژانوس
یانوس (به لاتین: Ianus) یا ژانوس، در اساطیر رومی، خدای دروازه‌ها، درب‌ها، گذرگاه‌ها و مسیرهای ورودی، و همین‌طور خدای آغازها و پایان‌ها بود. برجسته‌ترین میراث باقی‌مانده از ژانوس در فرهنگ مدرن، همنام او یعنی ماه ژانویه، اولین ماه سال است. زیرا از طرفی هر سال جدید، با این ماه آغاز می‌شود و از طرف دیگر، سال گذشته با این ماه خاتمه می‌یابد. ژانوس اغلب با دو چهره یا دو سر به تصویر کشیده می‌شود که از این دو سر، یکی به روبرو و دیگری در جهت مخالف آن، یعنی به پشت سر نگاه می‌کند. اعتقاد بر این است که این دو سر به آینده و گذشته می‌نگرند.

## معرفی
ژانوس خدای دروازه‌ها بود و نخستین ماه سال، یعنی ژانویه، نام خود را از این ایزد گرفته‌است. ژانوس نه تنها خدای دروازه‌ها، به‌شمار می‌آمد، بلکه خود نیز دروازه‌ای بود. در فوروم یا میدان عمومی رم، دروازه‌ای بود که دیواری نداشت و هیچ‌گاه گشوده نمی‌شد. این دروازه، ژانوس نام داشت و همانند سنگ‌های مقدس آتش زنه معبد ژوپیتر به نظر می‌رسید و از همین دروازه بود که ژانوس، خدای دروازه‌ها، بر همهٔ دروازه‌ها فرمان می‌راند و در این مسیر پاسدار در ِخانه‌های رم نیز بود.

## شرح
به نظر می‌رسد که ژانوس (یانوس) تنها خدای کاملاً رمی باشد و گفته می‌شد آئین پرستش او که قبل از پیدایش رم، یک آیین کوچک و کم‌اهمیت محلی بوده، توسط خود رمولوس [بنیانگذار افسانه‌ای شهر رم]، در شهر جدید معرفی و متداول شده بود.
ژانوس ایزد آغازها یا شروع به کارها بود. او بر درها و دروازه‌ها و راه‌های ورودی نظارت داشت و همین‌طور هم بر اولین ساعت روز، اولین روز ماه و اولین ماه سال (ژانویه). او همچون مردی با دو سر، که به جهت‌های مخالف هم می‌نگرند، نشان داده می‌شد و نمادهای او عبارت بودند از: دسته کلیدها و یک چوبدستی دربانی.
ایانوس جمینوس یا دروازهٔ رو به شمال شرق، در محل‌های تجمع یا میدان‌های رمی (فوروم) که به ژانوس اختصاص داشت، در زمان صلح (فقط چهار مرتبه تا قبل از عصر مسیحیت) بسته بود و در زمان جنگ باز می‌شد.

## روایت گریمال
ژانوس از کهن‌ترین خدایان رومی بود که غالباً او را با دو چهره، یکی چهره متمایل به روبرو و دیگری سیمای متمایل به پشت سر، تصویر می‌کردند. روایت‌های مربوط بدین خدا همه رومی بودند و با خاستگاه شهر، پیوند داشتند. در افسانه‌ها، ژانوس ساکن رم بود و گفته می‌شد که وی دیرگاهی با کامس، شهریار افسانه‌ای که از او تنها نامی در دست است، بر رم فرمان می‌راندند.

## روایتی دیگر
در روایتی دیگر، ژانوس بیگانه‌ای از مردمان تسالی بود که به رم تبعید شد و با اقبال کامس در شهریاری، با او همداستان شد و بر فراز تپه‌ای که ژانیکول نام داشت، شهری بنا نهاد. در این روایت ژانوس همراه همسر خود، کامیس یا کاماسن به رم آمد و یکی از فرزندان او، تیبر نام داشت. ژانوس پس از مرگ کامس، به تنهایی بر لاسیوم فرمان راند.
در روایتی، ژانوس پس از رانده شدن ساتورن، پسر ژوپیتر از یونان او را به گرمی پذیرفت و به هنگامی که ژانوس بر ژانیکول فرمان می‌راند، شهریاری منطقه‌ای در ارتفاعات کاپیتول به ساتورن واگذار شد.

## یادگارهای ژانوس
در بسیاری از روایت‌ها، بسیاری از پیشرفت‌های عصر زرین و درستکاری، فراوانی، صلح پایدار و جز آن را به ژانوس نسبت می‌دادند. از جمله در این روایت‌ها، ژانوس برای سفر از تسالی به ایتالیا از قایق بهره جست و هم از آن زمان به بعد، کاربرد قایق رواج یافت.
در روایتی دیگر، کاربرد سکه نیز از ابداعات ژانوس شمرده شده‌است و این بدان دلیل است که در برخی از سکه‌های کهن مفرغی، در یک سوی سکه تصویر ژانوس و در جانب دیگر آن، دماغهٔ یک کشتی دیده می‌شود.
ژانوس، و در روایتی ساتورن، برای نخستین بار مردم لاسیوم را با تمدن و شهروندی آشنا ساخت.
بدین روایت ژانوس پس از مرگ به مقام خدایی راه یافت و ازین پس، خاستگاه اسطوره‌هایی شد که با روایت‌های پیشین، پیوندی نداشت.

## نجات روم
در یکی از روایات کهن نقل شده که ژانوس، با معجزه‌ای رم را از تهاجم سابین‌ها نجات داد و زمانی که رومولوس و یاران او زنان سابین را ربودند، تاتیوس و تیتوس و سابین‌ها به شهر تاختند و در شبیخونی دختر نگهبان کاپیتول، یعنی تارپیا، شهر را به سابین‌ها تسلیم کرد. در این روایت، هنگامی که سابین‌ها (سابن) با بالا رفتن از بلندای کاپیتول، نزدیک بود که مدافعان را شکست دهند، به ناگاه به فرمان ژانوس، چشمه آب گرمی رو در روی آنان فوران می‌کند و سربازان سابین وحشت زده می‌گریزند و چنین بود که به یاد این اعجاز، درب معبد ژانوس، همیشه در طی جنگ‌ها گشوده می‌شد تا ژانوس بتواند هر دم که ضروری بود، به یاری رومیان بشتابد و فقط درب معبد، به هنگام صلح بسته بود.

## نزدیکان ژانوس
بر اساس برخی روایات، ژانوس با خدابانویی به نام ژوتورن، که چشمه و رواق او در نزدیکی معبد ژانوس در فوروم قرار داشت، ازدواج کرد. از این ازدواج پسری زاده شد که همانا، فونس یا فونتوس، خدای چشمه‌ها بود.